# Slikken van de Heen (Steenbergen)
Slikken van de Heen is een buitendijks natuurgebied dat zich bevindt op de zuidoever, daar waar het Volkerak overgaat in de Krammer. Het bevindt zich ten oosten van Sint Philipsland. Sinds 1975 wordt het gebied doorsneden door het Schelde-Rijnkanaal. Het westelijk deel is gelegen in de Zeeuwse gemeente Tholen en staan eveneens bekend als Slikken van de Heen. Het oostelijk deel is
gelegen in de gemeente Steenbergen in de provincie Noord-Brabant. Dit deel is in eigendom van de Vereniging Natuurmonumenten en meet 156 ha. Het sluit naar het oosten, aan de overzijde van de Steenbergsche Vliet, aan op de eveneens bij Natuurmonumenten in beheer zijnde Dintelse Gorzen.
Vroeger was dit gebied onderworpen aan zoutwatergetijden, maar de voltooiing van de Philipsdam maakte daar in 1987 een eind aan. Als gevolg hiervan treedt ontzilting op en vallen bepaalde terreinen permanent droog. Onder invloed van de natuurlijke successie verandert het gebied geleidelijk in bos. Men vindt er fraai duizendguldenkruid en echt lepelblad. Er komen vogels voor als velduil, blauwborst, roerdomp en kluut.
Het gebied is te overzien vanaf de Heense Dijk. Bij Beneden Sas bevindt zich een informatiepaneel.